# Santa Esmeralda
Santa Esmeralda é um grupo americano/francês do estilo disco que teve o seu auge nos anos 1970 e 80. Além de "Don't Let Me Be Misunderstood", seu maior sucesso, e "The House of the Rising Sun" (ambas regravações em ritmo disco de clássicos da banda inglesa de rock The Animals, dos anos 1960), o grupo obteve sucesso com "Another Cha Cha" (1979) e "C'est Magnifique" (1980), músicas que unem ritmos disco e latinos. O grupo incluiu o cantor Leroy Gómez, entre 1977 e 1978, e o cantor Jimmy Goings, entre 1978 e 1983, quando a banda se dissolveu.

## História
Santa Esmeralda foi formada em 1977, graças aos produtores franceses Nicolas Skorsky e Jean Manuel de Scarano, compositores que lançaram seu próprio rótulo, com o objetivo de produzir novos artistas. Ao conhecer o vocalista e saxofonista norte americano Leroy Gómez em Paris, a dupla recrutou-o para gravar a música "Do not Let Me Be Misunderstood", feita com Fauves Puma, uma marca francesa independente. O álbum foi um grande sucesso na Europa e foi adquirido para distribuição em todo o mundo pela Casablanca Records, o rótulo por excelência da época disco. O grupo ficou conhecido por apresentar-se no palco com bailarinas vestidas de dançarinas espanholas de flamenco e por um bem cuidado trabalho instrumental. Antes do surgimento do grupo, Leroy Gomez trabalhou como saxofonista para Elton John no álbum Goodbye yellow brick road. Posteriormente, juntou-se à banda disco Tavares, a qual decidiu abandonar durante uma turnê européia.  Radicou-se a seguir em Paris, onde criou o Santa Esmeralda para acompanhá-lo.
O grupo no início faziam regravações em ritmo disco de clássicos da banda inglesa de rock The Animals, dos anos 1960. O primeiro sucesso do grupo foi "Don´t Let Me Be Misunderstood", de 1977, do disco honônimo, que chegou em poucos meses a uma vendagem mundial de 15 milhões de cópias. Até hoje, o sucesso da música já rendeu a Gomez 48 discos de ouro e 42 discos de platina, e sua vendagem ultrapassou 25 milhões de cópias. Originalmente escrito em 1964 pelos compositores Bennie Benjamin, Gloria Caldwell e Sol Marcus para a cantora de jazz Nina Simone, e com uma versão criada em 1965 pelo grupo de rock The Animals, a natureza essencial da música é o latim e o flamengo, mas com a incorporação de um som de guitarras e trombetas nos riffs provisórios, tornou-se um sucesso novamente, e ocupou o lugar mais alto nas cartas discográficas dos Estados Unidos. Décedas depois a música "Don't Let Me Be Misunderstood" fez parte da trilha sonora de Kill Bill. O outro lado do disco (33 RPM) apresentou a balada de amor "You're My Everything", que se tornou outro hit de rádio, embora nunca tenha atingido os níveis do primeiro sucesso.
Apesar do grande sucesso, Leroy Gómez não voltou a gravar outro álbum com Santa Esmeralda, que deixou a banda e os vocais para o cantor Jimmy Goings. Em 1978, já com o novo vocalista, a banda lança o álbum The House of the Rising Sun, com a música honônima, com mais de 16 minutos de duração que agradou bastante aos amantes do gênero e que, por isso, foi sofreu uma edição e virou um single de pouco mais de 3 minutos que foi muito executada nas rádios e nas discotecas. No mesmo ano é lançado o álbum Beauty, com uma inusitada versão de Hey Joe, música gravada também pela banda The Jimi Hendrix Experience. Ainda em 1978 a banda gravou a música "Sevilla Nights" para a trilha sonora do filme Thank God It's Friday, também da era disco.
Em 1979 é lançado o álbum Another Cha-Cha, que une ritmos disco e latinos, com o sucesso honônimo. Os álbuns que se seguem marcaram a incursão da banda na experimentação com uma maior variedade de sons, incluindo reggae. E também a partir de 1980 conflitos internos começaram a se formar entre os produtores do grupo. Mesmo assim é lançado Don't Be Shy Tonight, marcando um sucesso com "C'est Magnifique", e em 1981 foi produzido Hush, que não fez tanto sucesso.
Em 1982 o Santa Esmeralda é contratado pela gravadora Polydor (até então estavam pela Casablanca) e lança o álbum Green Talisman. Nessa fase a banda não teve um reconhecimento tão grande quanto anteriormente. No ano seguinte a banda é extinta.
Nos anos 2000 surge um novo projeto chamado The New Santa Esmeralda, com a volta de Leroy Gomez ao grupo. Nele lançam dois álbuns.
Em 23 de setembro de 2012, o baterista da banda, Bradford Lee Parker, de 59 anos, morre com um ataque cardiaco fulminante durante um show na cidade de Ubá, na Zona da Mata de Minas Gerais.

## Presença em Trilhas Sonoras
A música de maior sucesso da banda, "Don't Let Me Be Misunderstood" esteve incluída em duas trilhas sonoras de novelas. A primeira foi em "O Astro" de 1977. A segunda foi em "Explode Coração" em 1995.

## Discografia

### Albuns inéditos
Pela Casablanca
- 1977 - Don't Let Me Be Misunderstood
- 1978 - The House of the Rising Sun
- 1978 - Beauty
- 1979 - Another Cha-Cha
- 1980 - Don't Be Shy Tonight
- 1981 - Hush

Pela Polydor
- 1982 - Green Talisman (Jimmy Goings & Santa Esmeralda)

#### The New Santa Esmeralda (com Leroy Gomez)
- 2005 - Gloria
- 2006 - Hasta Luego

### Compilações
- 1987 - Best Of Santa Esmeralda
- 1993 - The Best
- 2007 - Greatest Hits

### Aparições em outros projetos
- Kill Bill - Volume 1
- Sans Rémission (American Me)

### Singles
- 1975: Here We Go Round
- 1977: Don’t Let Me Be Misunderstood + Esmeralda Suite (Santa Esmeralda starring Leroy Gomez)
- 1978: Spanish Harlem / Gypsy Love
- 1978: Gypsy Woman
- 1978: Jaywalk
- 1979: Get up Boogie
- 1980: Tu mi manchi dentro